# Мавромихалис, Константинос
Константинос Мавромихалис (греч. Κωνσταντίνος Μαυρομιχάλης; 1797 — 1831) — известный греческий военачальник и политик, участник Освободительной войны Греции 1821—1829 годов, более всего известный как один из двух убийц правителя Греции Иоанна Каподистрия.

## Биография

### В борьбе против турок
Константинос Мавромихалис родился в 1797 году в Мани и был представителем сильнейшего клана маниатов Мавромихалисов. Его отец Петрос Мавромихалис-старший воевал против турок и был негласным правителем Мани. Старший брат Константина, Петро-бей, унаследовал титул правителя Мани. Петро-бей и Константинос Мавромихалисы были посвящёны в тайное общество Филики Этерия в 1818 году.
Константинос принял участие в Греческой революции с самого её начала, с марта 1821 года. 28 марта он предпринял неудачную попытку взять крепость Корони. В июне того же года он возглавил осаду города Нафплион.
В 1822 году он отличился у города Аргос, во время нашествия Драмали-паши (см. Битва при Дервенакии).
В июне 1825 года Константинос Мавромихалис, вместе с военачальниками Иоаннисом Макрияннисом и Дмитрием Ипсиланти, возглавил героическую оборону 300 повстанцев против египетскрой армии Ибрагим-паши у Мельниц Аргоса (Лернейская битва).
Отличился Константинос и в сражении у села Полиараво, в августе 1825 года, когда Ибрагим предпринял попытку овладеть Мани.
Будучи членом известной семьи маниатов, Константинос представлял Мани в нескольких Национальных конгрессах и был членом правительства в 1824—1825 годах.

### Убийство Каподистрии
Печальный факт заключается в том, что все лавры Константиноса Мавромихалиса остаются в тени и он известен более всего как один из 2-х убийц Каподистрии.
После того как граф Каподистрия принял правление Грецией, он столкнулся с явлениями местничества и полуфеодальных традиций. Его конфронтация с представителями судовладельцев и землевладельцев была наиболее острой с островом Идра и с полуостровом Мани, соответственно. Каподистрия проводил бестактно-самодержавную политику, не считаясь с народными избранниками — демогеронтами. Семья Мавромихалисов положила на алтарь Освободительной войны 40 своих членов — и маститый Петро-бей деятельно противостоял правительству Каподистрии. Поскольку Каподистрия в определённой мере был связан с Россией, эта конфронтация подогревалась французским и британским посольствами и привела к заключению Петро-бея и других членов его семьи.
В 1830 году Цаннис Мавромихалис, брат Петро-бея, поднял восстание маниатов в Морее. Каподистрия подавил восстание и заключил Цанниса и Петроса в тюрьму Акронафплия. Константинос Мавромихалис, также принявший участие в восстании против Каподистрии, явился с повинной в Нафплион — и остался на свободе, хотя и под полицейским надзором. Поскольку брат Константиноса, Петро-бей, оставался в тюрьме, — Константинос и его племянник Георгий, сын Петро-бея, решили убить Каподистрию (не без соучастия французского посольства). 27 сентября 1831 года Каподистрия был убит, при этом Константинос Мавромихалис был дважды ранен телохранителем Каподистрии, критянином Георгиосом Козонисом, затем добит выстрелом генерала Фотомараса — а его труп был линчёван толпой на площади Платанос (ныне — площадь Синтагма). Его тело было выброшено в море, не оплаканное. Через 3 дня изуродованное тело было выброшено морем на берег и Константинос Мавромихалис был отпет и погребён попом-маниатом.